# Sitowa (przystanek kolejowy)
Sitowa – przystanek kolejowy w Sitowej, w województwie łódzkim, w Polsce. Na przystanku zatrzymują się pociągi jeżdżące na trasie ze Skarżyska-Kamiennej do Opoczna i Tomaszowa Mazowieckiego. Od 1 sierpnia 2009 do 12 grudnia 2021 roku ruch na tej trasie był zawieszony.

## Ruch pasażerski
| Rok  | Wymiana pasażerska na dobę |
| ---- | -------------------------- |
| 2017 | –                          |
| 2022 | 0-9                        |